# Magno di Anagni
Magno di Anagni, o Magno da Trani (Trani, fine del II secolo – Ceccano, 19 agosto 251), è stato un vescovo di Trani, venerato come santo martire dalla Chiesa cattolica e festeggiato il 19 agosto. 
La figura di san Magno è in stretto legame con la diffusione del Cristianesimo nelle zone della Prima Regio romana e con la costruzione della cattedrale di Anagni.

## Agiografia
Magno era originario di Trani, dove nacque alla fine del II secolo. Da ragazzo si convertì al Cristianesimo; fu battezzato dal vescovo Redento e convinse anche il padre Apollonio a fare lo stesso. 
Divenuto più tardi vescovo di Trani, fu costretto alla fuga a causa delle persecuzioni contro i Cristiani.  In viaggio verso Roma seguendo la Via Latina per venerare le tombe degli Apostoli Pietro e Paolo .predicò il Vangelo in molte città del Lazio, tra cui Anagni dove battezzò santa Secondina.
I soldati incaricati della persecuzione dei Cristiani (ordinata dall'imperatore Decio) trovarono Magno in una grotta nei pressi di Fondi, insieme a san Paterno e ad altri cristiani rifugiati nelle grotte vicine. Essi, come costume romano, tentarono di costringere il vescovo ad abbandonare la religione cristiana e ad eseguire dei sacrifici in onore degli dei pagani. Magno chiese ed ottenne di pregare per l'ultima volta nella cappella e tre giorni dopo, quando i soldati arrivarono per prenderlo, lo trovarono morto ai piedi dell'altare. Nondimeno, portarono il corpo alla non lontana Fabrateria Nova, nei pressi di Ceprano, dove lo decapitarono. Era il 19 agosto dell'anno 251.

## Culto
I suoi resti furono traslati da un certo Platone a Veroli, dove fu sepolto nella cripta della Basilica di Santa Sàlome. 
Nel corso del IX secolo, durante le invasioni dei Saraceni, un gruppo di Arabi capitanati dallo sceriffo Muca, occuparono Veroli e usarono senza riguardi la cripta dove era custodito il corpo di san Magno come stalla per i loro cavalli. Il mattino successivo, tornando alla cripta, trovarono tutti i cavalli morti ed attribuirono l'avvenimento ad un artifizio operato dal santo per far rispettare la sua tomba. 
Profanarono allora il sarcofago e buttarono i resti del santo fuori dalla chiesa. 
Muca però, sapendo della devozione degli abitanti di Anagni per la figura di san Magno, fissò la vendita delle reliquie ad un prezzo altissimo, in oro. Gli Anagnini accettarono ed il corpo di san Magno venne accolto nella città e sepolto nella cripta, che costituisce il fulcro originario della Cattedrale. All'interno di essa, saranno in seguito dipinti la storia delle persecuzioni, la morte ed il suo trasporto ad Anagni, oltre a 5 miracoli avvenuti dopo la sua tumulazione.
La tradizione popolare racconta come attraverso varie apparizioni, venisse ritrovato il suo corpo durante la demolizione della vecchia chiesa di Anagni e come il santo più volte si manifestasse al vescovo Pietro da Salerno esortandolo a portare a termine la costruzione della nuova cattedrale. A lui sono dedicati molti affreschi nella cripta della cattedrale e non è un caso che l'altare a lui dedicato ed in cui sono conservate le sue reliquie, occupi uno spazio importante, cioè l'area dell'abside centrale della chiesa sotterranea.
La sua figura non va confusa con l'omonimo santo e martire della Legione tebana venerato in varie località del cuneese.

### Patronati
San Magno è venerato in particolare ad Anagni, dove è il santo patrono della città e la cui chiesa cattedrale ne ospita le reliquie; San Magno è venerato anche a Colle San Magno, di cui pure è il santo patrono.
Nel Lazio viene venerato anche a Cittaducale, in provincia di Rieti, dove il 19 agosto, giorno del martirio, si tiene la festa patronale. Fino agli anni '70 del XX secolo, lo stesso giorno si teneva una fiera del bestiame, istituita nel XVI secolo nel periodo delle transumanze per il trasferimento degli animali dai pascoli estivi del Monte Terminillo verso i territori più a Sud del Regno di Napoli.
San Magno è anche venerato a San Mango Piemonte (il nome del paese deriva proprio dal santo), di cui è il patrono. La leggenda narra che in fuga da persecuzioni si sia rifugiato in una grotta sulla cima di un monte nei pressi del paese; il santo successivamente apparve ai fedeli indicando il luogo dove voleva che si costruisse un eremo, probabilmente il luogo dove si rifugiò, che ora è meta di pellegrinaggio durante la festa patronale. Il monte ha poi preso il nome di Monte San Magno.
Per lunghi secoli Trani aveva quasi dimenticato l'esistenza di questo suo santo, vescovo e concittadino, fino a quando il 24 novembre 2010 l'Arcivescovo dell'arcidiocesi di Trani-Barletta-Bisceglie Giovanni Battista Pichierri, durante la celebrazione per il 50º anniversario dell'istituzione canonica della parrocchia San Giuseppe, istituì una nuova parrocchia con il titolo di "San Magno Vescovo e Martire", cominciando così a riscoprire nei tranesi la devozione per il loro "santo concittadino".